# Sint Jorispolder (Nieuwvliet)
De Sint Jorispolder is een polder ten zuiden van Nieuwvliet, behorend tot de Polders van Cadzand, Zuidzande en Nieuwvliet.
De 80 ha grote polder ontstond door indijking van schorren in het Zwarte Gat. Dit geschiedde in 1534 door iemand die als mijn heere van Sint Joris beschreven staat en waarmee vermoedelijk een lid van de Brugse patriciërsfamilie De Baenst wordt bedoeld.
Aan de rand van de polder liggen de buurtschappen Akkerput en Ter-Moere. In de polder ligt de Sint Jorishoeve.
De polder wordt begrensd door de Eikenweg, de Sint Jorisdijk, Ter Moere 1 en Akkerput.